# Bahnstrecke Kerzers–Lyss
| Streckennummer (BAV): | 251 (Kerzers–Lyss Nord) |                                     |                                     |
| Fahrplanfeld: | 291                     |                                     |                                     |
| Streckenlänge: | 15,9 km                 |                                     |                                     |
| Spurweite: | 1435 mm (Normalspur)    |                                     |                                     |
| Stromsystem: | 16 2/3 Hz, 15 kV ~      |                                     |                                     |
| |                         |                                     |                                     |
| \| \| \| von Palézieux \| \| \| \| \| von Bern \| \| \| \| 84,8 \| Kerzers \| 443 m ü. M. \| \| \| \| nach Neuenburg \| \| \| \| \| Kerzers Papiliorama \| 438 m ü. M. \| \| \| 87,7 \| Fräschels \| 441 m ü. M. \| \| \| 91,4 \| Kallnach \| 445 m ü. M. \| \| \| 93,9 \| Bargen \| 449 m ü. M. \| \| \| \| Hagneckkanal \| \| \| \| 95,5 \| Aarberg \| 449 m ü. M. \| \| \| \| Lyss Grien \| 442 m ü. M. \| \| \| \| nach Biel und von Büren an der Aare \| \| \| \| 100,7 \| Lyss \| 444 m ü. M. \| \| \| \| nach Bern \| \| |                         |                                     |                                     |
| Strecke |                         | von Palézieux                       | von Palézieux                       |
| Abzweig geradeaus und von rechts |                         | von Bern                            | von Bern                            |
| Bahnhof | 84,8                    | Kerzers                             | 443 m ü. M.                         |
| Abzweig geradeaus und nach links |                         | nach Neuenburg                      | nach Neuenburg                      |
| Haltepunkt / Haltestelle |                         | Kerzers Papiliorama                 | 438 m ü. M.                         |
| Haltepunkt / Haltestelle | 87,7                    | Fräschels                           | 441 m ü. M.                         |
| Haltepunkt / Haltestelle | 91,4                    | Kallnach                            | 445 m ü. M.                         |
| Haltepunkt / Haltestelle | 93,9                    | Bargen                              | 449 m ü. M.                         |
| Brücke über Wasserlauf |                         | Hagneckkanal                        | Hagneckkanal                        |
| Bahnhof | 95,5                    | Aarberg                             | 449 m ü. M.                         |
| Haltepunkt / Haltestelle |                         | Lyss Grien                          | 442 m ü. M.                         |
| Abzweig geradeaus und von links |                         | nach Biel und von Büren an der Aare | nach Biel und von Büren an der Aare |
| Bahnhof | 100,7                   | Lyss                                | 444 m ü. M.                         |
| Strecke |                         | nach Bern                           | nach Bern                           |

Die Bahnstrecke Kerzers–Lyss ist eine Bahnstrecke in der Schweiz. Die Strecke befindet sich in Besitz der Schweizerischen Bundesbahnen (SBB), der operative Betrieb jedoch obliegt den BLS. Sie bildet gemeinsam mit der Bahnstrecke Lyss–Solothurn das Fahrplanfeld 291.

## Geschichte
Die Geburtsstunde der Strecke schlug am 12. Juni 1876, als die Chemins de fer de la Suisse Occidentale eine Bahnstrecke von Murten über Kerzers nach Fräschels dem Verkehr übergab. Am selben Tag nahm die Jura bernois ihr Teilstück zwischen Fräschels und Lyss in Betrieb, so dass die Bahnlinie als Ganzes zwar von zwei Gesellschaften, doch an einem einzigen Tag in Betrieb ging. Der Abschnitt zwischen Murten und Kerzers der OS ist Bestandteil der heutigen Broye longitudinale. 1902 ging die JB-Nachfolgegesellschaft JS in den SBB auf, welche die Infrastruktur heute noch ihr Eigentum nennt.

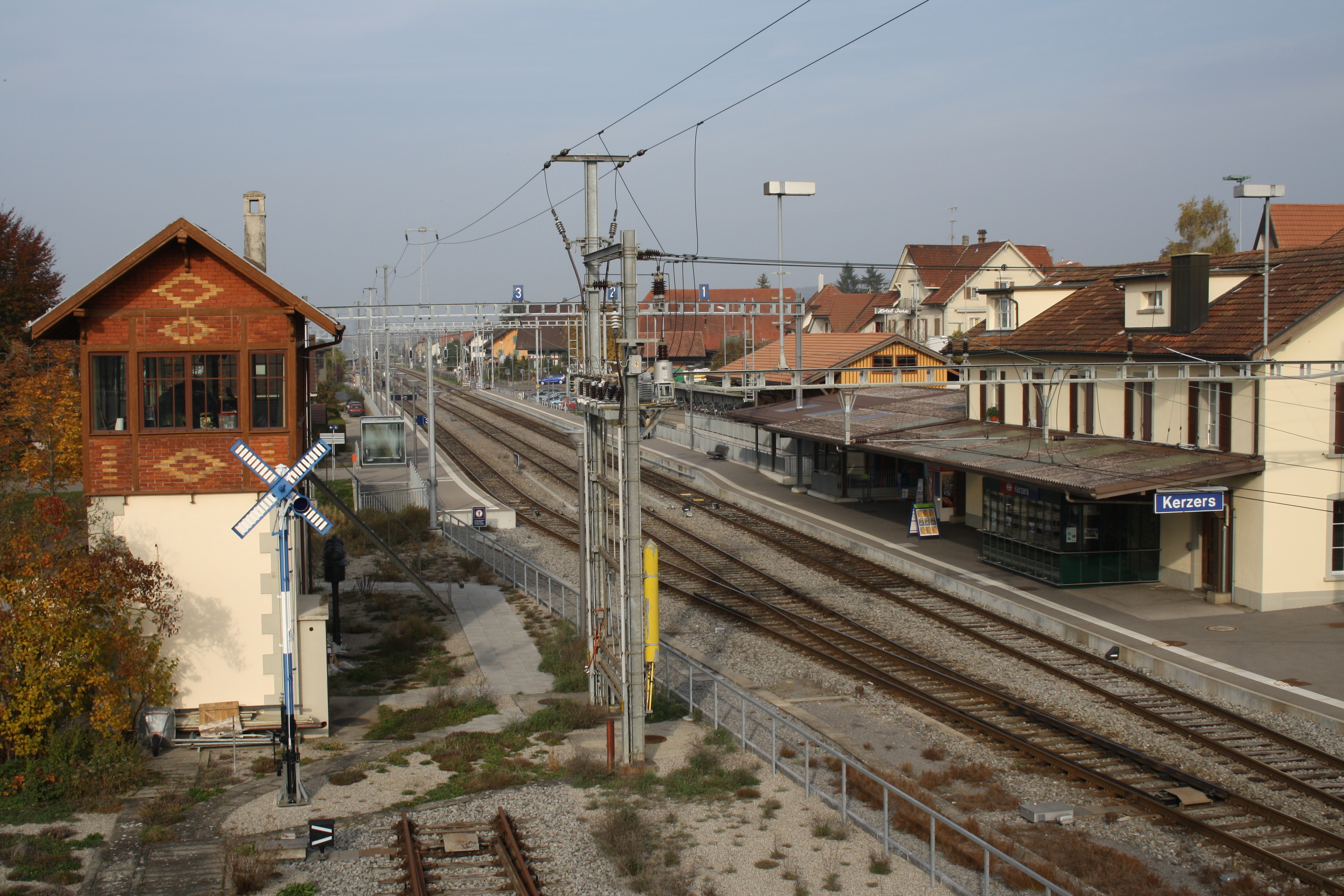
Bahnhof Kerzers; links: historisches Stellwerk

Bis zur Einführung des Taktfahrplans hatte die Strecke die Kursbuchnummer 16 gemeinsam mit der Broye longitudinale inne, so dass das Fahrplanfeld zwischen Palézieux und Lyss galt. Seit 1982 bildet sie gemeinsam mit der Bahnstrecke Lyss–Solothurn beziehungsweise Büren an der Aare das Fahrplanfeld 291. Per Fahrplanwechsel 2004 übergaben die SBB den operativen Betrieb zahlreicher Regionalzugslinien im Raum Bern an die BLS, um sich gleichzeitig deren Fernverkehr einzuverleiben. So verkehren seit diesem Tag ausschliesslich BLS-Züge auf der Strecke zwischen Kerzers und Lyss. Am 1. Juni 2005 wurde unmittelbar neben dem Papiliorama Kerzers die Haltestelle Kerzers Papiliorama gemeinsam von den SBB als Eigentümerin der Infrastruktur und der BLS, zuständig für den Verkehr an der Haltestelle, eröffnet. Gleichzeitig wurde auch der Bahnhof Kerzers modernisiert, das automatisierte Stellwerk wird neu von Bern Bümpliz-Nord aus gesteuert.

## Verkehr

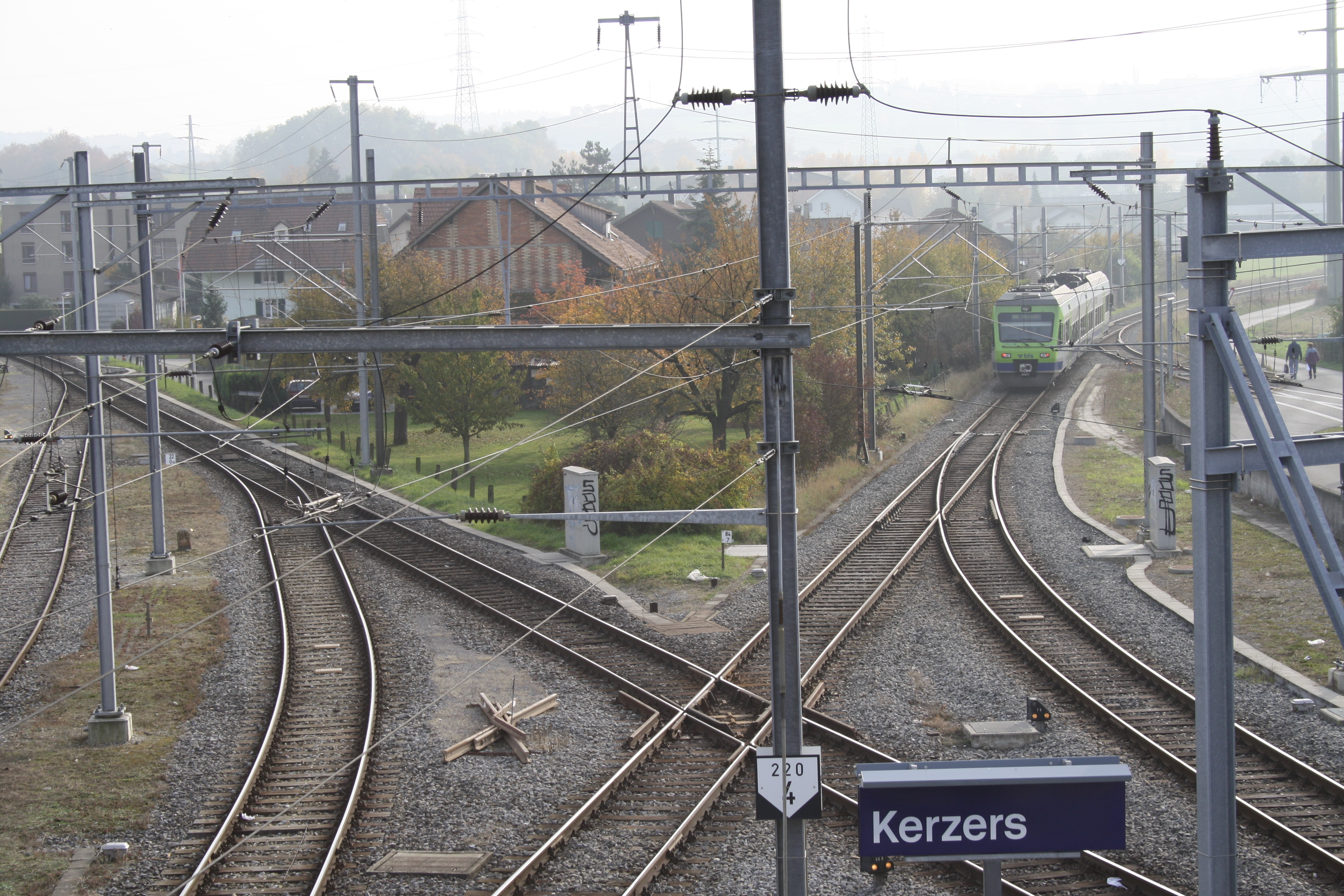
Schienenkreuz Kerzers: links nach Bern, rechts nach Murten

Die BLS führt im Stundentakt Regionalzüge in beiden Richtungen zwischen Lyss und Kerzers, welche zu gewissen Zeiten nach Bern (als S52) durchgebunden werden. In Kerzers bestehen Anschlüsse an die Regionalzugsverbindungen nach Bern und Murten (- Lausanne), während in Lyss die Anbindung an die RegioExpress-Verbindung zwischen Biel und Bern sichergestellt wird.
Im Herbst erzeugt die Zuckerfabrik Aarberg ein sehr hohes Güterverkehrsaufkommen auf dieser Strecke, da immer noch zu einem grossen Teil die Zuckerrüben per Bahn angeliefert werden.
Der Bahnhof Kerzers beinhaltet das einzige normalspurige Schienenkreuz von Streckengleisen der Schweiz. Es kreuzen sich die Broye longitudinale und die Strecke Kerzers–Lyss mit der Bern-Neuenburg-Bahn. Es gibt auch Querverbindungen zwischen den beiden Linien, aber nur solche, welche den Bahnhof Kerzers tangieren.